# Sisyrinchium platycaule
Sisyrinchium platycaule är en irisväxtart som beskrevs av John Gilbert Baker. Sisyrinchium platycaule ingår i släktet gräsliljor, och familjen irisväxter. Inga underarter finns listade i Catalogue of Life.